# Más País
Más País (in italiano: Più Paese) è un partito politico spagnolo fondato da Íñigo Errejón in vista delle elezioni generali in Spagna del novembre 2019.

## Storia
La piattaforma, che trae le sue origine dal movimento locale "Más Madrid", è stata annunciata il 22 settembre 2019 ed è stata ufficialmente lanciata il 25 settembre, per prevenire l'insoddisfazione degli elettori di centrosinistra dopo il fallimento del processo di formazione del governo tra il PSOE e Unidas Podemos, che potrebbe tradursi in un tasso di astensione più elevato. Sarà affiancato da altri partiti regionali come Coalició Compromís e Unione Aragonese.
Il 26 settembre, la piattaforma raggiunge un accordo provvisorio con Equo al fine di correre congiuntamente in alcuni collegi elettorali, scelta successivamente ratificata dalla maggioranza dei membri del partito.
Il 27 settembre, si aggiungono Óscar Urralburu e María Giménez, i due soli membri eletti da Podemos nell'assemblea regionale di Murcia, che successivamente hanno lasciato Podemos e i loro seggi regionali in polemica con il leader nazionale Pablo Iglesias Turrión.
La piattaforma non si presenta in tutte le circoscrizioni elettorale, e alle elezioni del 10 novembre ottiene il 2,48% e 3 seggi, insufficienti per formare un gruppo parlamentare.
Nelle elezioni legislative anticipate di luglio 2023 il partito si presenta nella coalizione di sinistra Sumar, guidata da Yolanda Diaz. Sumar ottiene il 12,3% dei voti, arrivando quarto, Más País ottiene due seggi per Íñigo Errejón e Tesh Sidi, entrambi in quota Más Madrid, federazione del partito nella Comunità di Madrid.
Nell'ottobre del 2023 il partito annuncia il proprio scioglimento all'interno del Movimiento Sumar, di cui Íñigo Errejón diventerà poi portavoce parlamentare, con l'eccezione della federazione Más Madrid, che mantiene la propria autonomia.

## Risultati Elettorali
| Anno          | Voti     | %        | Seggi   |
| ------------- | -------- | -------- | ------- |
| Novembre 2019 | 599 108  | 2,48     | 3 / 350 |
| Luglio 2023   | in Sumar | in Sumar | 2 / 350 |